# ダーレクの勝利
「ダーレクの勝利」（ダーレクのしょうり、原題: "Victory of the Daleks"）は、イギリスのSFドラマ『ドクター・フー』の第5シリーズ第3話。マーク・ゲイティスが脚本を、アンドリュー・ガンが監督を担当し、2010年4月17日に BBC One で初めて放送された。
本作では11代目ドクター（演:マット・スミス）と彼のコンパニオンのエイミー・ポンド（演:カレン・ギラン）がロンドン大空襲の時期のロンドンを訪れる。当時のイギリス首相ウィンストン・チャーチル（演:イアン・マクニース）はブレイスウェル教授（演:ビル・パターソン）が開発した新型兵器アイアンサイドを使役し、ドイツ国に対して戦果を挙げようとしていた。しかしアイアンサイドの正体はドクターの宿敵ダーレクであり、彼らはアンドロイドであるブレイスウェルの中に仕込んだ装置を起動して地球を破壊する計画を企てていた。
人気の高いダーレクを第5シリーズに組み込むことを願って、製作総指揮スティーヴン・モファットはチャーチルとダーレクについてのエピソードを執筆するよう指示を出した。本作では、それまでのダーレクよりも色彩に富んで大型であるようにゲイティスがデザインした、新たなるパラダイムが初登場を果たした。「ダーレクの勝利」は BBC One と BBC HD で820万人の視聴者を獲得し、放送日の夜で2番目に多く視聴された番組となった。批評家の反応は複雑であった。マクニースとパターソンの演技は称賛を受けたが、ペースが速すぎるため2部作に分けた方が良かったと感じる批評家もいた。

## 連続性
これまでのダーレクの物語を仄めかす描写が散見された。The Power of the Daleks（1966年）では蘇ったダーレクが "I am your servant!" と宣言しており、本作で使用されたフレーズ "I am your soldier"（日本語版では「私はあなたの兵士です」）に類似している。また、ドクターもダーレクの "the final end"（日本語版では「とどめ」）を目にすることを渇望しており、これは The Evil of the Daleks（1967年）からの直接の引用である。当該エピソードでは、ダーレクが最終的に滅びを迎えることへの期待を2代目ドクターが表明していた。
ドクターはダーレクについてエイミーと話をする際にダーレクの以前の地球侵攻（「盗まれた地球」と「旅の終わり」）に言及し、エイミーがその出来事を覚えていないことに違和感を抱いた。エピソードの終盤では、ターディスが停泊していた背後に時空間の裂け目が確認された。この裂け目はエイミーの幼少期に彼女の寝室で初めて出現したもので、第5シリーズで繰り返し登場するテーマである。本作から2話後の「肉体と石」では、エイミーがダーレクを覚えていなかった原因が、物体が存在した過去までをも抹消してしまう裂け目の力であると判明した。

## 製作

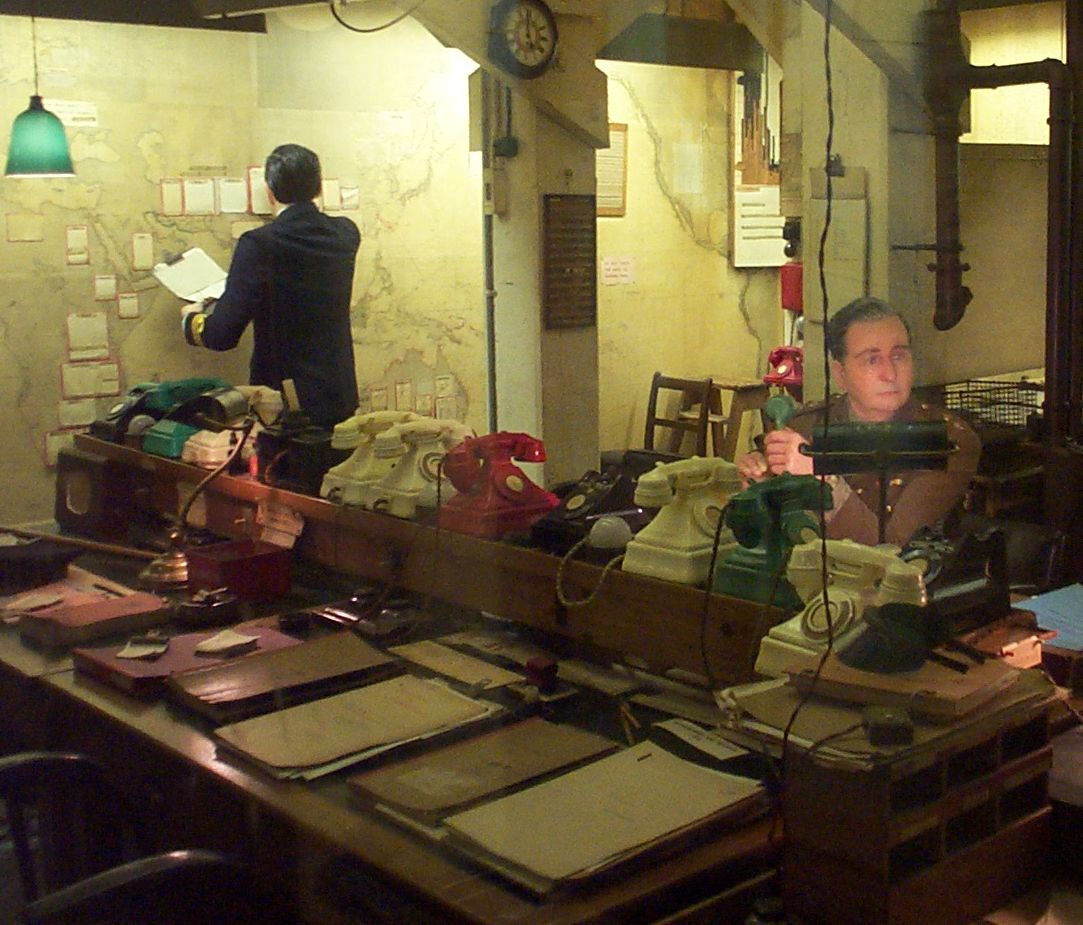
調査のためゲイティスはチャーチル博物館を訪れた。エピソードの撮影には部屋を複製したセットが使用された。

製作総指揮のスティーヴン・モファットは、子どもたちの間で人気が高く既に"レギュラー"にもなっているダーレクの再登場を望んだ。2010年3月には、モファットを含む製作チームがダーレクの再デザインを検討していると彼が主張した。本作の脚本家マーク・ゲイティスはチャーチル対ダーレクのエピソードを執筆するようモファットから指示を受けた。この前提で何をすればよいかゲイティスは当初確信がなかったが、後彼の思うところの戦争映像や自分オリジナルのダーレクの物語を作れることに興奮した。 調査のために彼は現実のチャーチル博物館を訪れて戦争の目撃談や日記にも目を通した。ゲイティスは1966年の The Power of the Daleks にインスパイアされたが、この作品はフィルムが紛失したためゲイティス自身が視聴したことはなかった。当該作ではダーレクはより狡猾で寡黙な存在として描かれ、命令を叫んでいるだけの時よりも怖ろしいとゲイティスは論評した。
ゲイティスが本作の最初の草案を執筆した時、まだマット・スミスはドクター役にキャスティングされていなかった。ゲイティスはどのドクターにも当てはまるよう初期草案を執筆したが、モファットはこの草案のドクターが3代目ドクター（演:ジョン・パートウィー）のようだとコメントした。スミスがキャスティングされると、ゲイティスはテレビシリーズ『Party Animals』やその他スミスの出演していた作品を何でも視聴した。ゲイティスはこれらの作品を問老いてスミスの喋り方を落とし込み、彼のエネルギーと言い回しをテストした。
ダーレク以外の全てを破壊するという使命は非常にナチス的なコンセプトであり、ゲイティスはダーレクが第二次世界大戦に関わっていると指摘した。事実、ダーレクを創作したテリー・ネイションは第二次世界大戦期に育ち、ナチスをベースにしてダーレクを創り上げた。また、ドクターとチャーチルの両名が非常に知的であり、かつ互いを古くから知っていたことから、スミスは両者がパラレルな関係にあると指摘した。最終カットで削除されたシーンでは、2人がどれほど長く互いのことを知っていたかが説明されていた。ゲイティスはチャーチルの有名な格言 "Keep buggering on"（日本語版では「K 決して B 武器を O 置くな」）を台本に取り入れ、このフレーズを入れられて嬉しいとコメントした。チャーチル役を演じたイアン・マクニースは以前に8代目ドクターの登場する Big Finish Productions のオーディオ Immortal Beloved（2007年）で悪役ゼウスを演じていた。

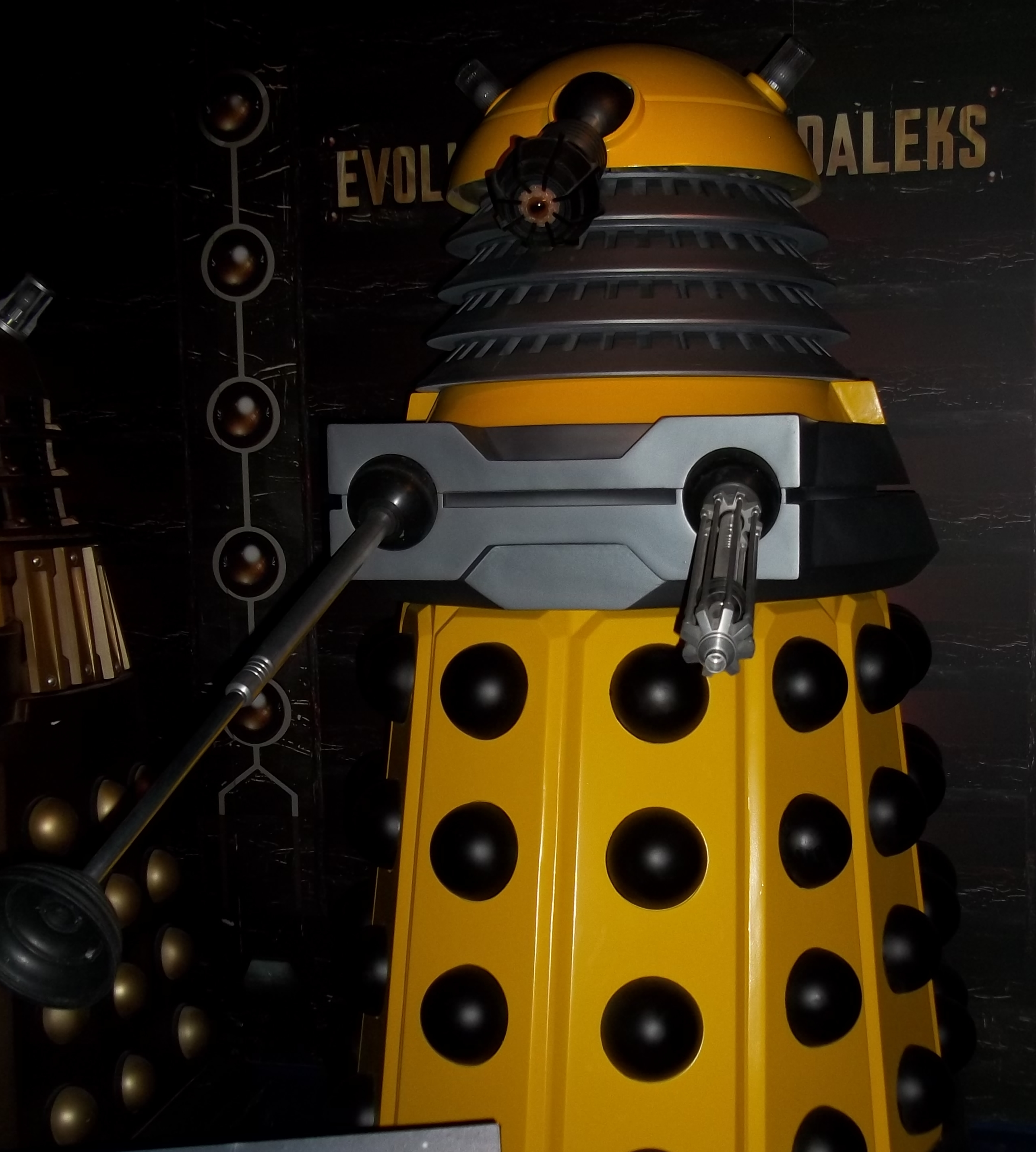
新たなデザインのダーレクの1体。この個体は永遠のダーレクと呼ばれる個体である。

ゲイティスはダーレクの再デザインのため、台本においてダーレクはこれまでに見てきたものより大型であると綴った。目の部分はスミスの視線に合うようデザインされた。モファットとゲイティスは新しいダーレクが1960年代の映画『Dr.フー in 怪人ダレクの惑星』のように非常にカラフルであれば良いと考えた。ゲイティスは元々緑色のダーレクにするつもりであったが、緑色では映えないと考えた。ダーレクの声を担当するニコラス・ブリッグズは、新生ダーレクの明るい色に対して、より悪意のある声を当てようと計画した。モファットは戦闘機スピットファイアが宇宙を飛んでいる画が欲しいと考え、第二次世界大戦のスピットファイアのレプリカがグリーンスクリーンの前に置かれて、当該シーンのライブアクションパートの撮影に使用された。残りの部分はCGで対応された。当該シークエンスでは "Broadsword to Danny Boy"（日本語版では「司令部よりダニーボーイ」）というフレーズが登場し、これは映画『荒鷲の要塞』に登場した同様の台詞を反映している。ゲイティス本人はスピットファイアのパイロットの声としてカメオ出演した。1つはクリアなバージョンの声、もう1つは口の前に手を当てて出した声である。2010年4月のインタビューによると、キャスティング・ディレクターのアンディ・プライヤーなどからパイロットの声を演じたがっていると何度も思われるうちに、ゲイティスはそれを否定した上で、そう望むなら出演すると承諾のメールを送ったという。

## 放送と反応
「ダーレクの勝利」はイギリスでは2010年4月17日に BBC One で初放送された。当夜の視聴者数の速報値は BBC One で620万人、BBC HD のサイマル放送で23万1000人で、その日で2番目に視聴者の多かった番組となった。最終的な合計値は BBC One で792万人、BBC HD で38万1000人、トータルで820万人に達した。これにより本作は4月18日で終わるその週において、BBC One では4番目に、イギリス国内の全てのチャンネルでは11番目に多く視聴された番組となった。なお、放送当日で最も視聴者数を稼いだ番組は1187万人を記録した『ブリテンズ・ゴット・タレント』であった。Appreciation Index は84で、前々回「11番目の時間」と前回「眼下の獣」から僅かに下がることとなった。
日本では2015年6月11日にAXNミステリーで初放送された。

### 批評家の反応
「ダーレクの勝利」は複雑なレビューを受けた。ガーディアン紙のダニエル・マーティンは肯定的なレビューをしており、彼は本作について「ゲイティスが『ドクター・フー』のために書いたものの中では最高だ」と評価し、ダーレクを想定よりも高圧的でない人造の戦争兵器とする、ゲイティスによるアイディアの探究を称賛した。また、彼はマクニースとパターソンの演技、ドクターとエイミーの間のストーリーラインの掘り下げにも好意的であり、ダーレクの脅威を肯定的に第1シリーズになぞらえた。ラジオ・タイムズのパトリック・マルケーンは本作について完全勝利だともてはやし、ゲイティスがブレイスウェル教授というキャラクターを生み出したことを称賛し、ゲイティスがいかにブレイスウェルを『スタートレック』のデータのような感情に訴えるロボットに変えたかについて好意的にコメントした。また、彼はゲイティスがビル・パターソンに彼の地位に相応しい登場人物を与えたと指摘した。
SFXのジョーダン・ファーレイは「ダーレクの勝利」に星5つのうち3.5を与え、彼は本作がやや不完全だったとも指摘したものの再デザインされたダーレクが等しく威圧的であること、エピソードが愉快極まりないことを称賛した。しかし彼は本作のペースが速すぎると感じ、本作が二部作であればもっと成功を収めただろうかと推論した。また、彼は本作に引用できる台詞が欠けていたことと、ドクターの遊び心に富んだ冗談と奇抜な作法がなかったことを残念に感じた。
IGNのマット・ウェールズはさらに肯定的でなく、本作を10段階評価で5と評価した。彼は本作について第二次世界大戦期のセットを称賛したものの、「本当の物語の肉を提供する試みではなく、シリーズの長きに亘る悪役をリブートするための、大いに必要であるとはいえ薄っぺらい言い訳」であると評価した。Total Sci-Fi Online のブライアン・J・ロブはマクニースの演じたチャーチルを称賛したが、彼の台詞の中には大げさなものもあるとし、その原因を脚本がモファットに改竄されたせいであると考えた。ファーレイと同様に、彼はエピソードのペースが速いとし、二部作ならもっと成功しただろうとコメントした。また、ロブはスミスの演技にも批判的であり、ドクターが怒っているシーンを否定的にシルベスター・マッコイのものになぞらえた。彼はダーレクの新しいデザインにも否定的であった。本作に対する彼の評価は最終的に10段階で7であった。

## ホームメディア
2010年6月7日に「ダーレクの勝利」は「11番目の時間」や「眼下の獣」と共にリージョン2のDVDおよびブルーレイディスクで発売された。その後は2010年11月8日に完全版第5シリーズDVDセットの一部として再発売された。日本語版DVDは2014年10月3日に『ドクター・フー ニュー・ジェネレーション DVD-BOX 1』に同梱されて発売された。

### 書籍化
2011年5月には、学校リテラシープログラムの一環としてピーター・ゲティエレスが本作をフォトノベライズし、Pearson Education が出版した。